# Jasna Gospić
Jasna Gospić (Sarajevo, 5. kolovoza 1961.) bosanskohercegovačka je pjevačica pop i zabavne glazbe srednje generacije. 

## Životopis
Jasna Gospić je pjevačku karijeru počela kao šesnaestgodišnjakinja u sastavu "Plima", koju je osnovao njen brat Zoran Gospić: tu su ju zapazili članovi tada vrlo popularnoga sastava "Ambasadori", u kojemu je potom naslijedila dotadašnju pjevačicu Ismetu Dervoz (prvi je pjevač "Ambasadora" bio Zdravko Čolić, zatim Ismeta Dervoz te nakon Jasne Hari Varešanović). Na festivalu Vaš šlager sezone 1977. godine sastav je izveo pjesmu "Dođi u pet do pet", koja je postala evergreen. Uslijedile su i druge uspješne pjesme, kao što su "Voljela bih da si tu", "Imam jedan strašan plan", "Ne traži me", "Mala luka" i mnoge druge. Sva četiri pjevača "Ambasadora" ostvarili su i uspješne solističke karijere.
Sudjelovala je na glazbenim festivalima diljem bivše Jugoslavije – primjerice Splitskom festivalu, sarajevskom Šlageru sezone, Zagrebfestu i Opatijskom festivalu te na nacionalnim izborima za Pjesmu Eurovizije, pjevala je tadašnjem predsjedniku Titu, a dobitnica je i Estradne nagrade Jugoslavije.
Godine 1985. na Splitskom festivalu Jasna je otpjevala pjesmu "Zar je voljeti grijeh", autora Joška Banova, koja je također postala evergreen. Do 1992. godine snimila je dvije solističke LP ploče Šećer i so, u suradnji sa Zlatanom Fazlićem Fazlom i LP Biseri u nizu, na kojem se kao autori pojavljuju Hari Varešanović, Saša Lošić, Dino Merlin, Marina Tucaković, Zoran Živanović poznatiji kao Žika Zana, Aleksandar Radulović i drugi. Od 1992. godine živi i radi u Pragu gdje se sve do 2006. profesionalno bavila modom, zastupajući svjetske modne brendove u Češkoj.
Glazbi se vratila 2006. godine s CD-om Kud puklo da puklo, koji je snimila u suradnji s braćom Adijem i  Edom Mulahalilovićem. Uslijedio je potom album Romantika te solistički koncert u Narodnom kazalištu u Sarajevu. U suradnji s Mirkom Šenkovskim Jasna je snimila tri CD-a, s kojih su se izdvojile pjesme "Lišće sa Balkana", "Živim ti ja" i mnoge druge. Godine 2017. objavljen joj je album Muzici s ljubavlju s duetima u kojima su joj partneri Sergej Ćetković, Halid Bešlić, Goran Karan, Duško Kuliš, Željko Samardžić, Frano Lasić, Mustafa Šantić, Davorin Popović i Kemal Monteno. Iste je godine održala solistički koncert u Domu mladih Sarajevo, kojim je obilježila 40 godina rada na glazbenoj sceni. Uz pokroviteljstvo grada Sarajeva, na koncertu su sudjelovali i kolege s kojima je Jasna snimila duete.
Jasna je 23. listopada 2018. godine održala prvi solistički koncert u Beogradu, u Kombank dvorani. Ovaj koncert je nastavak promocije njenog albuma dueta "Muzici s ljubavlju", te proslave 40 godina glazbenoga rada.
Počasna je članica sarajevske udruge "Žene ženama" te aktivan borac za zaštitu prava životinja.

## Festivalske uspješnice
- "Dođi u pet do pet" (kao pjevačica sastava Ambasadori), Vaš šlager sezone '77
- "Imam jedan strašan plan" (kao pjevačica sastava Ambasadori), Vaš šlager sezone '78
- "Tri bijela kruga" (kao pjevačica sastava Ambasadori), Split '78
- "Otkriću ti jednu važnu stvar" (kao pjevačica sastava Ambasadori), Zagreb '78
- "Ne traži me" (kao pjevačica sastava Ambasadori), Opatija '79
- "Strepnja", Vaš šlager sezone ´80
- "Suze sad ništa mi ne znače", Vaš šlager sezone '83
- "Zar je voljeti grijeh", Split ´85
- "Trebam te", Zagreb '85
- "Život je kocka", Split ´86
- "Ne idi, dušo", Zagreb ´86
- "Vjeruj pjesmi", MESAM '86
- "Vodi me", Vaš šlager sezone '87
- "Još malo romantike", Karneval fest '87
- "Laku noć, moje jedino", Split ´87
- "Pokloni mi jastuk", Zagreb ´87
- "On me ljubi kao ti", 1991.
- "Čarolija", BIH Izbor za Pjesmu Eurovizije ´05
- "Romantika", Budva 2005.
- "Sarajevo meni putuje" (duet sa Željkom Samardžićem)
- "Zar ti još rekli nisu"
- "Djevojčica"
- "Volim da volim"
- "Ma gdje bio ti"
- "Još mi ne daš mira"
- "Lišće sa Balkana" 2013.

## Diskografija

### Singlovi
- Strepnja / Junaci novih dana – Jasna Gospić i Transport, Diskoton 1980.
- Spremaj se za put / Ostavi me noćas – Jasna Gospić, PGP RTB 1982.

### Albumi
- Šećer i so, Diskos 1988.
- Jasna Gospić, Diskoton 1991.
- Kud puklo da puklo, City Records 2004.
- Romantika, Hayat Production 2008.
- Sarajevo meni putuje, City Records 2011.
- Lišće sa Balkana, MPBHRT / Croatia Records 2014.
- Muzici s ljubavlju, Hayat Production 2017.[18]

## Vanjske poveznice
- Jasna Gospić na Discogsu
- Jasna Gospić na YouTubeu